# Andrzej Więckowski (pisarz)
Andrzej Włodzimierz Więckowski (ur. 17 października 1949 we Wrocławiu) – polski pisarz, dziennikarz, wydawca.
Absolwent I Liceum Ogólnokształcącego we Wrocławiu i polonistyki Uniwersytetu Wrocławskiego. Debiutował wierszami w „Odrze” w 1970 pod patronatem Tymoteusza Karpowicza. Działacz kulturalny i animator życia literackiego. Organizator kultowego w latach 70. cyklu „Sądów nad literaturą” w Piwnicy Świdnickiej, Legnickich Dni Poezji i Oleśnickiego Maja. Kierownik literacki Wrocławskiego Teatru Lalek, prezes Koła Młodych przy Związku Literatów Polskich we Wrocławiu. Publikował eseje, recenzje książkowe i teatralne w „Odrze”. Współpracował z tygodnikiem „Wiadomości”, gdzie ukazywały się jego reportaże, recenzje literackie, teatralne i filmowe oraz felietony. Współpracował także z radiem i z 2. programem TV. W 1974 dostał nagrodę ministra kultury i sztuki za reportaż filmowy (razem z Antonim Dzieduszyckim).
Od marca 1981 na emigracji w Berlinie Zachodnim. Redaktor „Przekazów” – organu „Solidarności” w Berlinie Zachodnim, działacz polonijny, członek Związku Polaków w Niemczech, członek Rady Naczelnej emigracyjnej Polskiej Partii Socjalistycznej (Lidii Ciołkoszowej), wspierał także PPS w kraju (działaczy skupionych wokół Józefa Piniora, współtworzącego PPS-Rewolucję Demokratyczną).
Założyciel i redaktor (naczelny) miesięcznika „Archipelag” wydawanego od 1983 w Berlinie Zachodnim, z którym współpracowali wybitni pisarze polscy (m.in. Gustaw Herling-Grudziński, Tymoteusz Karpowicz, Włodzimierz Odojewski, Witold Wirpsza) i niemieckojęzyczni (Günter Grass, Friedrich Dürrenmatt). W 1983 Andrzej Więckowski zorganizował sympozjum „Szanse Kultury Polskiej” w berlińskim Literarisches Colloquium, na którym obecni byli prominentni pisarze, publicyści i politycy niemieccy, a także przedstawiciele polskiej emigracji z wielu krajów. Sympozjum patronowali Günter Grass i Gustaw Herling-Grudziński. Odbyło się ono w dniu przyznania Lechowi Wałęsie Pokojowej Nagrody Nobla.
„Archipelag” to jedno z nielicznych pism emigracyjnych nie korzystających z zewnętrznej pomocy finansowej.
Był członkiem redakcji i autorem niemieckiego czasopisma literackiego „Neue Literatur”. Współpracował od 1980 z Radiem Wolna Europa. Korespondent niemiecki tej rozgłośni, po przeniesieniu RWE do Warszawy kierownik działu kultury i komentator polityczny. W RWE obok udziału w Panoramie i Faktach, Wydarzeniach, Opiniach szczególnie często brał udział w audycjach U naszych sąsiadów, w których mówił o problemach Niemiec i niemieckiego zjednoczenia oraz w audycjach działu kultury kierowanego przez Włodzimierza Odojewskiego, w których wygłaszał felietony, recenzje i eseje o polityce kulturalnej w Polsce i w Niemczech o teatrze i o literaturze. Sprawozdawał na żywo upadek Muru Berlińskiego.
Redaktor miesięcznika „Odra” od 1998 do 2015, wykładowca Kolegium Karkonoskiego w Jeleniej Górze od 1999 do 2009. Inicjator i moderator „Obserwatorium Karkonoskiego”, cyklu debat o Kotlinie Jeleniogórskiej odbywających się od maja 2007 w jeleniogórskim Biurze Wystaw Artystycznych. Jego eseje o stosunkach polsko-niemieckich były przedmiotem wykładów w Trinity College w Dublinie. Od 2010 doradca dyrektora naczelnego Filharmonii Dolnośląskiej. W 2013 dyrektor artystyczny i prowadzący Festiwal Silesia Sonans. Współzałożyciel i Hetman (prezes) Kurkowego Bractwa Strzeleckiego Ziemi Jeleniogórskiej.
W 2010 z listy Platformy Obywatelskiej bez powodzenia kandydował do rady powiatu karkonoskiego. 1 grudnia 2010 został natomiast członkiem zarządu powiatu. W 2014 kandydował z 7. miejsca na liście PO do sejmiku województwa dolnośląskiego, także bezskutecznie. Przestał również zasiadać w zarządzie powiatu. W 2015 był doradcą wojewody dolnośląskiego.
Od 2016 jest redaktorem naczelnym serii wydawniczej „Arch2pelag” (kontynuacji „Archipelagu” zachodnioberlińskiego) wydawanej w ramach OKiSu we Wrocławiu oraz redaktorem naczelnym „Formatu Literackiego” (dodatek „Formatu”, pisma artystycznego).

## Twórczość
- 1976: Gniazdo, zbiór wierszy, Ossolineum
- 1978: The New Polish Poetry, antologia, Pittsburgh
- 1978: Ollantay, sztuka teatralna, Wrocławski Teatr Lalek
- 1999: Odojewski i krytycy, antologia tekstów, Lublin
- 2001: Wypowiedzieć wojnę Niemcom, eseje na temat stosunków polsko-niemieckich, Wydawnictwo Krakowskie
- 2007: Budowanie w pięknym krajobrazie, antologia tekstów o urbanistyce, Jelenia Góra
- 2008: Wojaczek wielokrotny, zbiór tekstów o życiu i twórczości R. Wojaczka, Biuro Literackie
- 2009: Moje Niemcy – moi Niemcy. Odpominania polskie, Wydawnictwo Instytutu Zachodniego
- 2009: Słownik sytuacji, teksty o sztuce (o Zbigniewie Liberze i Robercie Kuśmirowskim), BWA w Jeleniej Górze
- 2010: Wejście na świętą górę. Obserwatorium Karkonoskie, BWA w Jeleniej Górze
- 2012: Budowanie w pięknym krajobrazie. Regionalizm w architekturze, Oficyna Wydawnicza Politechniki Wrocławskiej
- 2016: Photozona, Ośrodek Kultury i Sztuki we Wrocławiu